# Tetragnatha nero
Tetragnatha nero este o specie de păianjeni din genul Tetragnatha, familia Tetragnathidae, descrisă de Butler, 1876. Conform Catalogue of Life specia Tetragnatha nero nu are subspecii cunoscute.

## Galerie

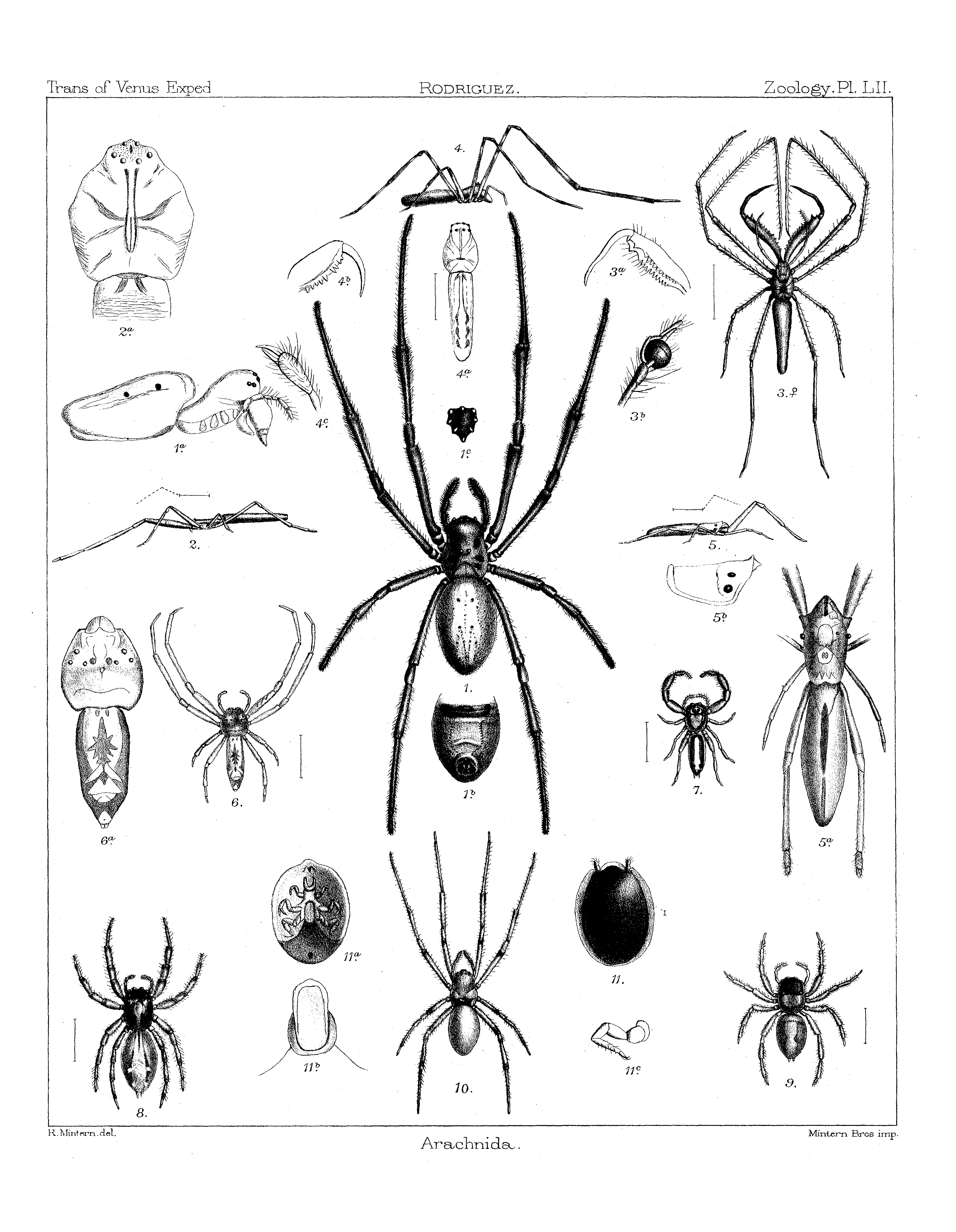